# Južnoameričko prvenstvo u nogometu – Urugvaj 1924.
Južnoameričko prvenstvo u nogometu 1924. bilo je osmo izdanje ovog natjecanja. Održano je Montevideu, na stadionu Parque Central. Domaćin je obranio naslov.

## Rezultati susreta
Svaka momčad je igrala s drugim trima momčadima po jednu utakmicu. 2 boda dodjeljivala su se za pobjedu, jedan za neriješeno te nula za izgubljenu utakmicu.
| Poredak | Momčad    | Ut | Pb | N | Pz | Ps | Pr | RP | Bod |
| ------- | --------- | -- | -- | - | -- | -- | -- | -- | --- |
| 1.      | Urugvaj   | 3  | 2  | 1 | 0  | 8  | 1  | +7 | 5   |
| 2.      | Argentina | 3  | 1  | 2 | 0  | 2  | 0  | +2 | 4   |
| 3.      | Paragvaj  | 3  | 1  | 1 | 1  | 4  | 4  | 0  | 3   |
| 4.      | Čile      | 3  | 0  | 0 | 3  | 1  | 10 | -9 | 0   |

## Utakmice
| 12. listopada 1924. |           |          |                                                |
| Argentina           | 0:0 (0:0) | Paragvaj | Parque Central, Montevideo Sudac: Angel Minoli |
|                     |           |          | Parque Central, Montevideo Sudac: Angel Minoli |

| 19. listopada 1924.                          |           |      |                                                |
| Urugvaj                                      | 5:0 (1:0) | Čile | Parque Central, Montevideo Sudac: Eduardo Jara |
| Petrone 40', 53', 88' Zingone 73' Romano 78' |           |      | Parque Central, Montevideo Sudac: Eduardo Jara |

| 25. listopada 1924. |           |      |                                                |
| Argentina           | 2:0 (1:0) | Čile | Parque Central, Montevideo Sudac: Angel Minoli |
| Sosa 5' Loyarte 78' |           |      | Parque Central, Montevideo Sudac: Angel Minoli |

| 26. listopada 1924.            |           |          |                                                  |
| Urugvaj                        | 3:1 (2:0) | Paragvaj | Parque Central, Montevideo Sudac: Alberto Parodi |
| Petrone 28' Romano 37' Cea 53' |           | Sosa 77' | Parque Central, Montevideo Sudac: Alberto Parodi |

| 1. studenog 1924.        |           |             |                                                  |
| Paragvaj                 | 3:1 (2:1) | Čile        | Parque Central, Montevideo Sudac: Servando Pérez |
| López 15', 33' Rivas 52' |           | Arellano 6' | Parque Central, Montevideo Sudac: Servando Pérez |

| 2. studenog 1924. |           |           |                                                |
| Urugvaj           | 0:0 (0:0) | Argentina | Parque Pereira, Montevideo Sudac: Carlos Fanta |
|                   |           |           | Parque Pereira, Montevideo Sudac: Carlos Fanta |

| Prvak Južnoameričkog nogometnog prvenstva 1917. |
| Urugvaj Peti naslov                             |

## Strijelci
4 gola
- Urugvaj – Pedro Petrone

2 gola
- Paragvaj – Ildefonso López
- Urugvaj – Ángel Romano

1 gol
| - Argentina – Gabino Sosa - Argentina – Juan Loyarte - Čile – David Arellano | - Paragvaj – Gerardo Rivas - Paragvaj – Pasiano Urbita Sosa - Urugvaj – José Cea | - Urugvaj – Pedro Zingone |